# Dalip Tahil
Dalip Tahil (ou improprement Dilip Tahil) est un acteur indien présent au cinéma, à la télévision et au théâtre. Il est né le 30 octobre 1952 en Inde.
Il a fait sa scolarité au Sherwood College à Nainital en Inde et il est diplômé de l’université Aligarh Muslim à Aligarh.

## Cinéma
Dalip Tahil a tourné pour la première fois en 1974 dans le film Ankur dans lequel il joue un rôle mineur. Il signe son premier grand rôle dans les années 1980 dans le film Shaan réalisé par Ramesh Sippy. 
Il apparaît dans plus d’une centaine de films de Bollywood dans les années 1980-1990, jouant alternativement des rôles de méchants, d’officiers ou encore de pères. 
Il est également présent dans le film aux multiples récompenses internationales Gandhi réalisé en 1982, ainsi que dans deux films tournés en anglais : The Deceivers et The Perfect Murder (tous deux réalisés en 1988). 
À la suite d'une pause dans sa carrière, il a effectué son retour dans le monde de Bollywood avec les films Shakalaka Boom Boom, Partner (2007) et Race (2008).

## Télévision
Dalip Tahil joue dans la série The Sword of Tipu Sultan de Sanjay Khan ainsi que dans Buniyaad de Ramesh Sippy. 
En 2003, il a été mondialement acclamé pour son rôle de Dan Ferreira dans la comédie EastEnders diffusée sur la BBC. Mais il a été contraint d’abandonner ce rôle moins d’un an après ses débuts car son permis de travail ne semblait pas en règle et il fut menacé d’expulsion. Plusieurs scripts qui avaient été écrits pour son personnage ont dû être réécrits pour justifier son absence. Néanmoins, Dalip Tahil gagna ultérieurement le droit de demeurer au Royaume-Uni. 
En 2007, il est apparu dans la série Nuclear Secrets diffusée sur BBC2, particulièrement dans l’épisode Terror Traders dans lequel il jouait un scientifique pakistanais, A.Q Khan.

## Théâtre
Il a joué dans bon nombre de pièces en Inde. Sur le plan international, il a joué dans la comédie musicale Bombay Dreams d’Andrew Lloyd Webber et dans Evita au London West End.

## Filmographie sélective

### Années 1970
- 1974 : Ankur
- 1979 : Salaam Memsaab : Bandit arabe

### Années 1980
- 1980 : Shaan : Kumar
- 1982 : Shakti : Ganpat Rai
- 1982 : Gandhi : Zia
- 1982 : Arth : Dilip
- 1984 : My Dear Kuttichaathan
- 1984 : Aaj Ki Awaz : Suresh Thakur
- 1985 : Adventures of Tarzan : D.K.
- 1985 : Ulta Seedha : Dhanraj Singh
- 1985 : Trikaal : Leon Gonsalves
- 1986 : Dahleez
- 1986 : Aag Aur Shola : Inspecteur Ram
- 1986 : Janbaaz (Dilip Tahil) : Vikas
- 1986 : Sultanat : Janna
- 1986 : Aakhree Raasta : Inspecteur Roop Kumar Sahay
- 1987 : Dance Dance : Brijmohan
- 1987 : Buniyaad : "Bhushan", fils aîné d’Haveli Ram
- 1987 : Jalwa
- 1987 : Avam : Officier
- 1987 : Nazrana : Banke
- 1987 : Insaaf (Dilip Tahil) : Dilip Agnihotri
- 1987 : Hawalaat : Sheikh Ibrahim
- 1987 : Kaash : Vijay
- 1988 : Yateem : Dacoit Ujagar Singh (non crédité)
- 1988 : Commando (Dilip Tahil) : Moolchand Bhalla (M.C.)
- 1988 : Maalamaal : Ghanshyam
- 1988 : Qayamat Se Qayamat Tak : Dhanraj Singh
- 1988 : The Deceivers : Daffadar Ganesha
- 1988 : The Perfect Murder : Dilip Lal
- 1989 : Ram Lakhan : Thakur Pratap Singh
- 1989 : Love Love Love : M. Verma
- 1989 : Sachché Ká Bol-Bálá (Dilip Tahhil) : Jill (Henchman)
- 1989 : Ilaaka : Niranjan
- 1989 : Dost : Anthony
- 1989 : Gola Barood : Tony
- 1989 : Ram Lakhan : Thakur Pratap Singh
- 1989 : Tridev : Don

### Années 1990
- 1990 : Kishen Kanhaiya : Mahesh
- 1990 : Thanedaar : Jagdish Chandar
- 1990 : Kishen Kanhaiya : Mahesh
- 1991 : Ganga Jamuna Ki Lalkar
- 1991 : Phool Bane Angaarey : DSP Ravi Khanna
- 1991 : Prem Qaidi
- 1991 : Inspector Dhanush (Dilip Tahil) : Nageshwar's man "Babu"
- 1991 : First Love Letter (Dilip Tahil) : Shrikant Singh
- 1991 : Dancer : Rai Bahadur Brijbhushan Sharma
- 1991 : Ajooba : Shahrukh (orthographié Dalip Tahhil)
- 1991 : Saudagar : Gajendar
- 1992 : Daulat Ki Jung : Mike
- 1992 : Qaid Mein Hai Bulbul : Taandav
- 1992 : Basanti Tangewali
- 1992 : Aaj Ka Goonda Raaj : SP Saxena (Dalip Tahhil)
- 1992 : Vishwatma : Commissaire Gupta
- 1992 : Deewana : Ramakant Sahai
- 1993 : Aadmi : Shamsher Singh
- 1993 : Tum Karo Vaada : Dilip
- 1993 : Aadmi Khilona Hai : Rangraj
- 1993 : Ghar Aaya Mera Pardesi : Ranvir Singh
- 1993 : Geetanjali : P.D.
- 1993 : Roop Ki Rani Choron Ka Raja : M.. Verma
- 1993 : King Uncle : Pradeep Mallik
- 1993 : Hum Hain Rahi Pyar Ke : M. Bijlani
- 1993 : Dhanwaan : Manmohan Chopra
- 1993 : Professor Ki Padosan (Dilip Tahil) : Ranjeet D. Das
- 1993 : Darr : Capitaine Mehra
- 1993 : Baazigar : Madan Chopra
- 1994 : Elaan : Police Commissioner Desai
- 1994 : Dulaara : James Joyner
- 1994 : Ishq Mein Jeena Ishq Mein Marna
- 1994 : Nazar Ke Samne (Dilip Tahil) : Mac
- 1994 : Suhaag
- 1995 : Aatank Hi Aatank : Robert/Mari d’Anju
- 1995 : Sauda
- 1995 : Andolan : Sabra
- 1995 : Prem : M. Malocha
- 1995 : Anokha Andaaz
- 1995 : Raja : Vishwa Garewal
- 1995 : Imtihaan : Père de Priti
- 1996 : Dil Tera Diwana : Alok
- 1996 : Bambai Ka Babu : Masterji
- 1996 : Shohrat
- 1996 : Jeet : Ramakant Sahay
- 1997 : Sanam : Major Altaf Khan
- 1997 : Udaan : M. Sethi
- 1997 : Gupt: The Hidden Truth : Meghnath Choudhry
- 1997 : Ishq : Hariprasad
- 1997 : Judwaa : Bharosa Malhorta
- 1998 : Deewana Hoon Pagal Hai
- 1998 : Chhota Chetan : Père de Laxmi
- 1998 : Dhoondte Reh Jaaoge! : Anthony Macaroni
- 1998 : Keemat : They Are Back : Bhanu Pratap Singhania
- 1998 : Achanak : Nilesh
- 1998 : Soldier : Virender Sinha
- 1998 : Ghulam : Père de Siddharth
- 1998 : Dahek : A Burning Passion : Bhushan Roshan
- 1999 : Dulhan Banoo Main Teri : Kuldeep Rai
- 1999 : Dada
- 1999 : Love You Hamesha
- 1999 : Zulmi : Zorawar
- 1999 : Phool Aur Aag : Suraj
- 1999 : Mann : Pratab Singhania
- 1999 : Pyaar Koi Khel Nahin
- 1999 : Mast : M. Mathur

### Années 2000
- 2000 : Gang
- 2000 : Chal Mere Bhai : Balraj Oberoi
- 2000 : Dhaai Akshar Prem Ke : Rai Bahadur
- 2000 : Kaho Naa… Pyaar Hai : Shakti Malik
- 2000 : Hum To Mohabbat Karega
- 2000 : Phir Bhi Dil Hai Hindustani : M. Chinoy
- 2001 : Chhupa Rustam : A Musical Thriller : Baldev Diwan Chinoy
- 2001 : Mujhe Kucch Kehna Hai : Père de Karan
- 2001 : Chori Chori Chupke Chupke : Rajiv Malhotra
- 2001 : Ajnabee : Père de Priya
- 2001 : Love Ke Liye Kuchh Bhi Karega : Père de Sapna
- 2001 : Pyaar Ishq Aur Mohabbat : Lord Inder Bharadwaj
- 2002 : Kranti : Ministre Shara Chandra Agashe
- 2002 : Tum Se Achcha Kaun Hai : Gujral
- 2002 : Maine Dil Tujhko Diya : Chopra
- 2003 : Border Hindustan Ka : Père de Priya
- 2003 : Talaash: The Hunt Begins: : D.K Sharma
- 2003 : EastEnders : Dan Ferreira
- 2004 : Paarewari : Père de Madhu
- 2006 : Umar : Banwari 'Ben' Chibber
- 2007 : I Can't Think Straight : Omar
- 2007 : Nuclear Secrets : A.Q Khan
- 2007 : Shakalaka Boom Boom : Producteur musical
- 2007 : Partner : Raja Singh
- 2007 : Dhan Dhana Dhan Goal : Johny Bakshi
- 2008 : Race : Kabir Ahuja
- 2008 : Love Story 2050 : Père de Karan
- 2008 : God Tussi Great Ho : Kewalchandani
- 2008 : Rock On!! : Directeur de Farhaan Akhtar
- 2008 : Zindagi Tere Naam
- 2008 : Sajna Ve Sajna : Kartar Singh
- 2008 : Raat Gayi Baat Gayi : Saxena
- 2008 : Kisaan
- 2008 : Hello : Subhash Bakshi
- 2008 : Victory : Dilip Malhotra
- 2009 : Good Sharma : Ravi Sharma

### Années 2010
- 2013 : Bhaag Milkha Bhaag de Rakeysh Omprakash Mehra

### Années 2020
- 2020 : Guilty de Ruchi Narain (en) : L'avocat Mirchandani